# Chiesa di San Paolo (Fondi)
La chiesa di San Paolo Apostolo è un luogo di culto cattolico di Fondi.

## Storia
La chiesa è molto recente (è stata costruita nel 2003, così è la parrocchia più recente di Fondi).
La devozione della popolazione di Fondi ha fatto in modo che fosse realizzata tale chiesa in onore al santo, che sarebbe passato in questo paese una volta sbarcato a Pozzuoli, prima di dirigersi verso Roma tramite l'unica strada allora percorribile, la Via Appia (questa via passa anche nei pressi dell'abitato, è quindi verosimile che il santo si sia fermato in questo paese nella prima opera di evangelizzazione dell'era cristiana nella penisola italiana).
Nell'altare di questa chiesa sono state traslate le reliquie di San Paterno dalla Chiesa di San Pietro.
In occasione del 30º anniversario dalla fondazione, dal 24 al 26 gennaio 2020, la parrocchia ha ospitato la reliquia del sangue di san Karol Wojtyla.